# Erythroxylum pacificum
Espèce
Statut de conservation UICN

 VU D2 : Vulnérable
Erythroxylum pacificum est une espèce de plantes à fleurs de la famille des Erythroxylaceae.

## Publication originale
- Fieldiana, Botany 36(1): 7, t. 3. 1972.